# سید محمدرضا کازرونی
سید محمدرضا کازرونی (زاده ۱۲۴۴ در کازرون) از بازرگانان و واقفان به نامی بود که نقش مهمی در پیروزی مبارزان جنوب داشت. وی از همرزمان رئیسعلی دلواری، ناصر دیوان کازرونی و سایر جنگجویان جنوب بود.

## پیشتیبانی ازنهضت جنوب
تجارت خانه کازرونی مرکز رفت‌وآمد مجاهدینی چون رییس علی دلواری بود و غالب هزینه‌های جنگی به ویژه تهیه و خرید اسلحه توسط مشارٌ‌الیه پرداخت و انجام می گرفته‌است.
انگلیسی‌ها و عمال آنان، در بندر بوشهر بارها کوشیدند، تا او را از پا در آورند و در کارهایش اخلال و کارشکنی کنند.

## در رسانه‌ها
در سریال تلویزیونی دلیران تنگستان، ساخته همایون شهنواز که به مبارزات احمد تنگستانی و رئیسعلی دلواری علیه حضور ارتش بریتانیا در جنوب ایران می‌پردازد شخصیت سید محمدرضا کازرونی حضور دارد و نقش او را اسماعیل داورفر بازی می‌کند. این سریال، اقتباس آزاد از کتاب دلیران تنگستان محمدحسین رکن زاده است